# Nach dem Ball

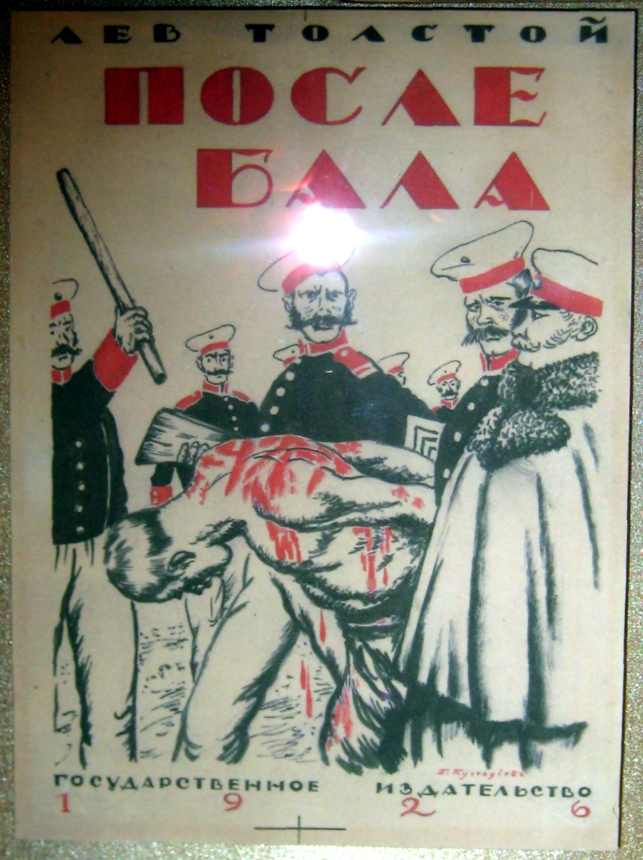
Nach dem Ball. Buchdeckel zu einer russischen Ausgabe anno 1926. Grafiker: Boris Kustodijew

Nach dem Ball (russisch После бала, Posle bala) ist eine Kurzgeschichte von Lew Tolstoi, die 1903 entstand und 1911 postum erschien.

## Inhalt
Der allseits hochgeschätzte Iwan Wassiljewitsch gibt im Alter eine Geschichte aus seiner Jugendzeit zum Besten. Damals in den 1840er Jahren verliebte er sich als Student in die schöne Warenka B., Tochter des Obersts Pjotr Wladislawitsch B.
Auf jenem titelgebenden Ball beschreibt Iwan Wassiljewitsch den Oberst so: „Warenkas Vater war ein sehr gut aussehender, stattlicher alter Herr mit auffallend frischer, rosiger Gesichtsfarbe... und ebenso wie bei der Tochter strahlte ein gewinnendes, frohes Lächeln in seinen Augen und umspielte den Mund. Mit seiner breiten, militärisch herausgereckten und mit ein paar Orden geschmückten Brust, den ausladenden Schultern und den langen kräftigen Beinen machte er einen imposanten Eindruck. Er war ein typischer alter Haudegen Nikolaischer Schule.“
Auf dem Ball tanzt  Iwan Wassiljewitsch mit Warenka die Quadrille. Er will nicht herausbekommen, ob Warenka ihn liebt. Ihm reicht, dass er sie liebt und hofft, dass sein Glück möglichst lange halten möge.
Nach dem Ball kann der Verliebte nicht schlafen und streift in Richtung des Parkes über die Wiese. Dort kommandiert Oberst B. in aller Herrgottsfrühe ein Spießrutenlaufen. Ein Tatar wird für seinen Fluchtversuch aus der Truppe gezüchtigt. Der Oberst hält Schritt mit dem Delinquenten, fordert mittendrin frische Spießruten und ohrfeigt einen Rekruten, der zu lasch zuschlägt.
Die Bilder des unmenschlichen Strafgerichts brennen sich in Iwan Wassiljewitschs Hirn so tief ein, dass der  Ernüchterte weder Offizier wird noch jemals in den Staatsdienst tritt. Aus ist es mit der Liebe zur schönen Warenka.

## Deutschsprachige Ausgaben
- Nach dem Ball. Deutsch von Arthur Luther. S. 70–82 in: Gisela Drohla (Hrsg.): Leo N. Tolstoj. Sämtliche Erzählungen. Siebenter Band. Insel, Frankfurt am Main 1961 (2. Aufl. der Ausgabe in acht Bänden 1982)
- Nach dem Ball. Aus dem Russischen übersetzt von Hermann Asemissen. S. 162–174 in: Eberhard Dieckmann (Hrsg.) Lew Tolstoi. Hadschi Murat. Späte Erzählungen (enthält: Hadschi Murat. Nach dem Ball. Der gefälschte Kupon. Aljoscha der Topf. Wofür? Das Göttliche und das Menschliche. Was ich im Traume sah. Vater Wassili. Macht des Kindes. Der Mönchspriester Iliodor.  Wer sind die Mörder? Gespräch mit einem Fremden. Der Fremde und der Bauer. Lieder im Dorf. Drei Tage auf dem Lande. Kinderweisheit. Dankbarer Boden. Chodynka. Ungewollt. Nachgelassene Aufzeichnungen des Mönches Fjodor Kusmitsch. Allen das Gleiche.  Es gibt keine Schuldigen in der Welt). 623 Seiten, Bd. 13 von Eberhard Dieckmann (Hrsg.), Gerhard Dudek (Hrsg.): Lew Tolstoi. Gesammelte Werke in zwanzig Bänden. Rütten und Loening, Berlin 1986 (verwendete Ausgabe)
- Die Erzählungen. Bd. 2. Späte Erzählungen. 1886–1910 (enthält:  Der Leinwandmesser. Der Tod des Iwan Iljitsch. Die Kreutzersonate. Der Teufel. Herr und Knecht. Vater Sergej. Nach dem Ball. Hadschi-Murad. Der gefälschte Kupon. Aljoscha der Topf. Kornej Wasiljew. Die Erdbeeren. Wofür? Das Göttliche und das Menschliche. Was ich im Traume sah. Auf dem Chodynkafeld). Artemis und Winkler, Düsseldorf 2001. 813 Seiten, ISBN 978-3-538-06906-0